# Champignon stéréoïde
Taxons concernés
Les champignons stéréoïdes (littéralement « en forme de Stereum », du grec ancien στερεός, stereós, « ferme, dur ») sont une forme de champignons basidiomycètes, qui, comme les champignons corticioïdes, portent leurs basides et basidiospores sur une surface lisse ou presque. Par définition, ils n'ont jamais de pores, de dents ou de lamelles.

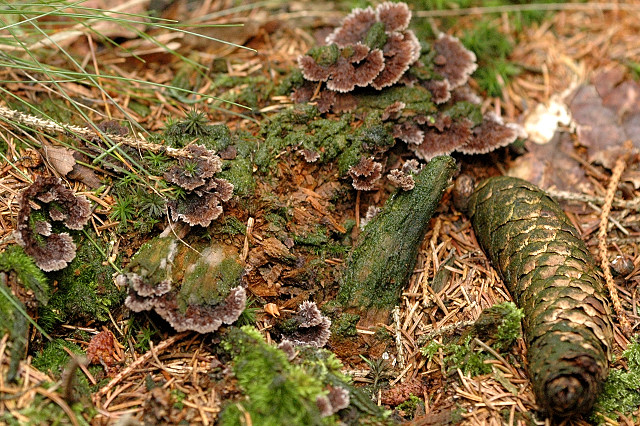
Thelephora terrestris.

À l'inverse des champignons corticioïdes, les champignons stéréoïdes ne reposent pas entièrement à plat sur le substrat et ils ne sont pas résupinés, c'est-à-dire que leur hyménium n'est pas retourné. Comme dans le cas de Stereum sanguinolentum, ils peuvent se réfléchir, c'est-à-dire qu'ils se courbent en s'éloignant du substrat. De tels champignons stéréoïdes réfléchis sont souvent très résupinés sur le bas d'une surface telle qu'une branche et deviennent réfléchis sur le côté de la branche, permettant ainsi une chute verticale des spores. Certains, comme Thelephora terrestris, se développent sur le sol, et d'autres produisent leurs basidiomes sous forme de coupelles et de gobelets miniatures comme le genre Maireina, bien que ces petites structures semblent différentes.
Cette forme se retrouve typiquement chez les Hymenochaetales et les Thelephorales. La plupart sont soit saprotrophe, soit mycorhiziens comme Thelephora terrestris.